# ازگیل آبی بزرگ
ازگیل آبی بزرگ (نام علمی: Sium latifolium) گونه‌ای از گیاهان گلدار از خانواده چتریان است که با نام‌های رایج ازگیل بزرگ و ازگیل پهن‌برگ شناخته می‌شود. این گیاه بومی بیشتر اروپا، قزاقستان و سیبری است.